# Camponotus bellus
Camponotus bellus é uma espécie de inseto do gênero Camponotus, pertencente à família Formicidae.

## Subespécies
- C. b. adustus
- C. b. bellus
- C. b. leucodiscus